# Parnassia dilatata
Parnassia dilatata är en benvedsväxtart som beskrevs av Hand.-mazz. Parnassia dilatata ingår i släktet Parnassia och familjen Celastraceae. Inga underarter finns listade.